# Alessandro Maratta
Alessandro Maratta fou un músic italià del XIX. Estrenà a Buenos Aires una òpera titulada Gismonda da Mendrisio (1860).